# Клан Стрендж

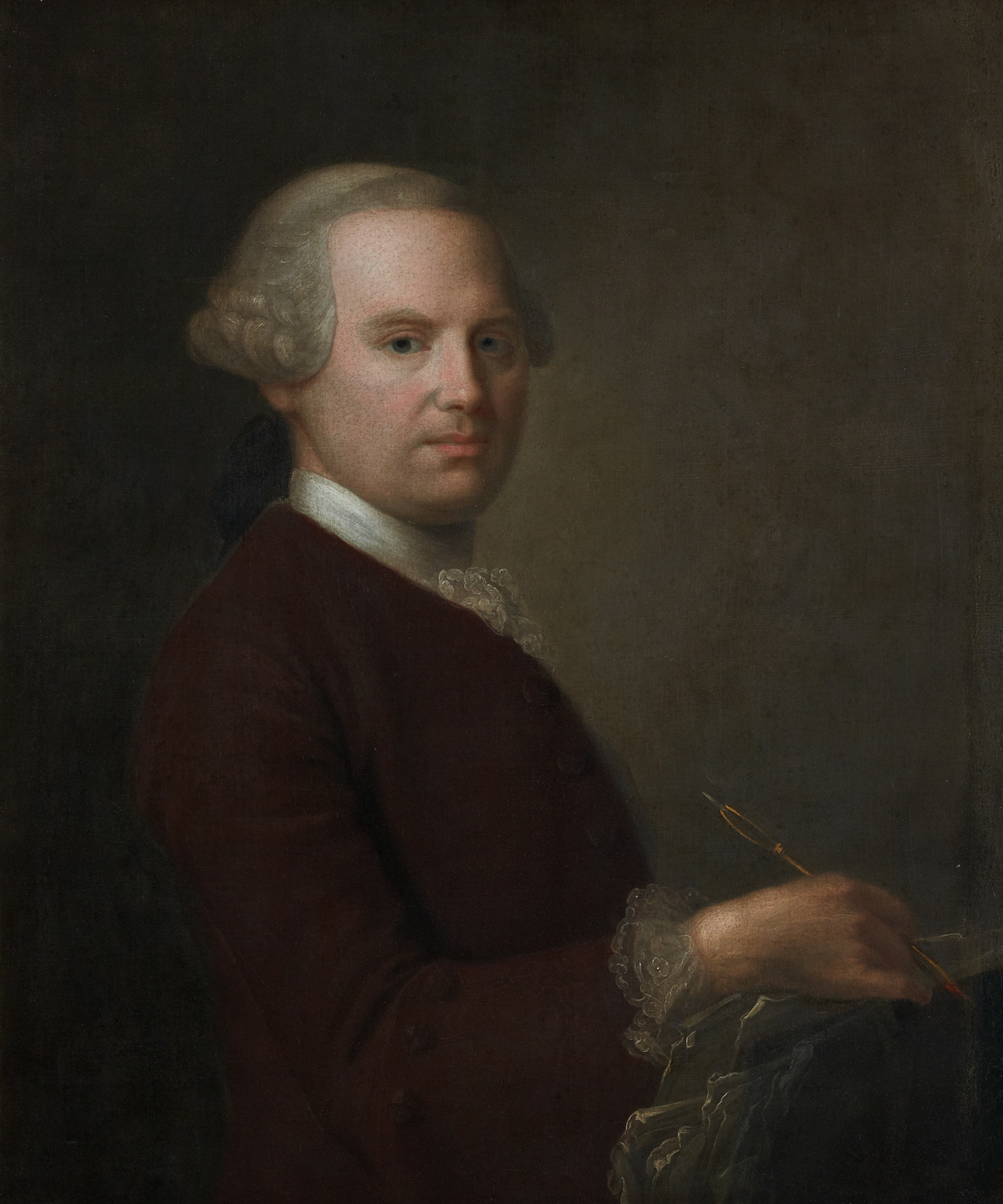
Сер Роберт Стренг (1721—1792) — відомий якобіт і гравер. Картина художника Джозефа Самуеля Вебстера.

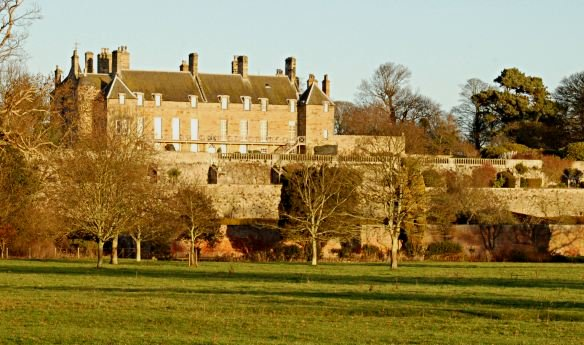
Один із замків землі Балкаскі.

Клан Стрендж (шотл. — Clan Strange) — один з кланів рівнинної частини Шотландії — Лоулендсу.
Гасло клану: Dexter Dulce Quod Utile — Те що корисне, те і солодке (лат.)
Вождь клану: Тімоті Стрндж Балкаскі

## Історія клану Стрендж

### Походження клану Стрендж
Назва клану Стрендж або Стренг походить від норманського слова Étrange — «дивний», «іноземний». Є версія, що це слово є діалектним шотландським словом і означає «сильний». Перші згадки про клан Стрендж в історичних документах датуються ХІІІ століттям. У 1255 році лицар Гом ле Естрен (норм. — Home le Estraunge) служив королю Шотландії. У 1340 році Томас де Стренг володів землями біля Абердіну. У 1362 році Джон Стренг одружився з Сесілією — сестрою Річада Анструтера і як посаг отримав землі Балкаскі.

### XV—XVI століття
Вільям Стренг Балкаскі згадується у документах щодо земельної власності у 1466 році. У 1482 році Джон Стренг Балкаскі отримав грамоту на володіння землями Евінгстон. Інший вождь клану Срендж з таким же іменем Джон Стренг Балкаскі загинув під час битви під Пінкі Клев.

### XVII— XVIII століття
У 1615 році вождь клану Джон Стренг Балкаскі продав маєток і пішов служити в армію — він Шотландського полку Кохрейн. Сер Роберт Стренг походить від молодшої гілки вождів клану, він оселився на островах Оркні під час реформації в Шотландії. Він планував зробити кар'єру юриста, але кинув все і пішов служити найманцем на війну в країни Середземного моря. Потім він повернувся в Шотландію і став досить відомим гравером. Під час повстання якобітів він же став тілоохоронцем претендента на трон Шотландії Чарльза Едварда Стюарта, коли його армія ввійшла в Единбург у 1745 році. Потім сер Роберт Стренг служив в лейб-гвардії Стюарта аж до поразки якобітів в битві під Куллоден у 1746 році. Після поразки Роберту Стренгу вдалося втекти і він довгий час переховувався в Шотландії. Пізніше він таємно повернувся в Единбург. Потім у 1751 році він переїхав до Лондона, де він отримав визнання як гравер. Він є автором відомих гравюр на історичну тематику. У 1760 році він поїхав до Італії. Помер у 1792 році і вважається засновником жанру мистецтва історичної гравюри.